# 크로우 (1994년 영화)
《크로우》(The Crow)는 미국에서 제작된 알렉스 프로야스 감독의 1994년 액션, 판타지, 스릴러 영화이다. 브랜든 리 등이 주연으로 출연하였고 에드워드 R. 프레스만 등이 제작에 참여하였다.

## 출연

### 주연
- 브랜든 리
- 어니 허드슨
- 마이클 윈콧

### 조연
- 로쉘 데이비스
- 바이링
- 소피아 시너스
- 애너 레빈
- 데이비드 패트릭 켈리
- 엔젤 데이빗
- 로렌스 메이슨
- 마이클 마시
- 토니 토드
- 존 폴리토

## 기타
- 원작자: 제임스 오바
- 공동제작: 칼데콧 첩
- 협력프로듀서: 그랜트 힐
- 미술: 알렉스 맥도웰
- 특수효과: 앤드류 메이슨
- 의상: 아리안느 필립스

## SBS 성우진 (1999년 3월 21일)
- 신성호 - 에릭 (브랜든 리)
- 송연희 - 쉘리 (소피아 시너스)
- 조경모 - 알브렛 (어니 허드슨)
- 기경옥 - 사라 (로쉘 데이비스)
- 한상혁 - 메이스
- 차명화 - 인디아
- 강연숙 - 달라 (애너 레빈)
- 최옥희
- 이윤선
- 안종익
- 황윤걸
- 김영훈